# Чемпионат Норвегии по мини-футболу
Чемпионат Норвегии по мини-футболу, официальное название — Элитсерия футзала НФФ (норв. NFF Futsal Eliteserie) — соревнование среди норвежских мини-футбольных клубов. Проводится с 2008 года под эгидой Норвежской футбольной ассоциации. В турнире участвуют 10 команд.

## Призёры
| Сезон     | Чемпион        | 2 место        | 3 место        | Лучший бомбардир          |
| --------- | -------------- | -------------- | -------------- | ------------------------- |
| 2008/2009 | Нидарос        | КФУМ           | Хольмлия       |                           |
| 2009/2010 | КФУМ           | Вегакамератене | Нидарос        |                           |
| 2010/2011 | Вегакамератене | Солёр          | Хольмлия       |                           |
| 2011/2012 | Вегакамератене | КФУМ           | Вадмюра        |                           |
| 2012/2013 | Вегакамератене | Тиллер         | КФУМ           | Томас Клауссен (23)       |
| 2013/2014 | Вегакамератене | Гроруд         | Нидарос        |                           |
| 2014/2015 | Гроруд         | Тиллер         | Вегакамератене |                           |
| 2015/2016 | Саннефьорд     | Гроруд         | Вестеролен     | Милош Вученович (30)      |
| 2016/2017 | Шармтроллан    | Вестеролен     | Саннефьорд     | Бёрге Хенриксен (28)      |
| 2017/2018 | Саннефьорд     | Шармтроллан    | Вестеролен     | Милош Вученович (22)      |
| 2018/2019 | Шармтроллан    | Вестеролен     | Утлейра        | Ивар Унхьем (22)          |
| 2019/2020 | Утлейра        | Хуллёй         | Шармтроллан    | Синдре Мюрволд Вело (26)  |
| 2020/2021 | Утлейра        | Саннефьорд     | Фрейдиг        | Тобиас Скьетне (9)        |
| 2021/2022 | Вестеролен     | Шармтроллан    | Утлейра        | Матиас Даль Абельсен (22) |
| 2022/2023 | Утлейра        | Вестеролен     | Фрейдиг        | Матиас Даль Абельсен (26) |
| 2023/2024 | Утлейра        | Саннефьорд     | ХСИЛ           | Матиас Даль Абельсен (39) |
| 2024/2025 | Утлейра        | Шармтроллан    | КФУМ           | Матиас Даль Абельсен (27) |

## Формат проведения
Чемпионат проходит в два круга (всего 18 туров). За победу в матче команда получает три очка, за ничью — одно, за поражение — ноль. Две худшие команды по регламенту выбывают в Первый дивизион.

## Статистика и рекорды
- Наибольшее количество побед: 82, «Вегакамератене[норв.]»
- Наибольшее количество побед в сезоне: 16, «Вегакамератене[норв.]» (2010/2011[норв.])
- Наименьшее количество побед в сезоне: 1
  - «Лиллехаммер[норв.]» (2009/2010[норв.])
  - «Саннефьорд[норв.]» (2010/2011[норв.])
- Наибольшее количество забитых мячей: 504, «Нидарос[норв.]»
- Наибольшее количество забитых мячей в сезоне: 127, «Нидарос[норв.]», 2008/2009[норв.]
- Наименьшее количество забитых мячей: 41, «Нешар»
- Наименьшее количество забитых мячей в сезоне: 33, «Солёр[норв.]», 2013/2014[норв.]
- Самый короткий сезон по матчам: 2020/2021 (34 матча из 56). Прерван в связи с пандемией COVID-19, чемпионом досрочно признана «Утлейра[норв.]».